# 氟磷酸二环己酯
氟磷酸二环己酯（DCFP、TL-941或T-1840）是一种剧毒的氟磷酸酯，是难以水解的无色液体。它可由环己醇和氟二氯氧磷反应制得，或由膦酸二环己酯和氟化钾在三氯乙腈中回流反应得到。